# Francesco Pinelli
Francesco Pinelli (Andagna, 7 dicembre 1889 – Genova, 12 ottobre 1972) è stato un latinista e grecista italiano.

## Biografia
Francesco Pinelli nacque ad Andagna (IM), paesino nella comunità montana della Valle Argentina e frazione del comune di Molini di Triora
il 7 dicembre 1889.
Raggiunta l'età scolare, Francesco manifestò grande disagio per non poter frequentare regolarmente la scuola a causa dell'attività commerciale dei genitori, Francesco ed Angela, mercanti di tessuti.
Non potendo sostenere la spesa economica dell'istruzione sia per Francesco sia per il fratello minore Bernardo, i genitori decisero di indirizzare gli sforzi verso Francesco.
Venne quindi affidato all'allora parroco del paesino, don Vittorio De Andreis, che ne curò la preparazione in tutte le materie con particolare predilezione per quelle letterarie.
In seguito fu affidato alle cure d'un altro religioso assai noto nell'Imperiese, il Canonico Don Giuseppe Abbo, apostrofato per le sue qualità morali e spirituali "Il Santo", che dal paese natale lo portò con sé dapprima presso la scuola da lui istituita e retta a Pontedassio, quindi a Genova.
In quel periodo il giovane Francesco fu iniziato al mondo classico dal sacerdote stesso che ne ricevette in cambio una costante ed intensa passione che si mantenne per tutta la vita e dei risultati scolastici impeccabili.
Dopo la maturità classica si iscrisse alla facoltà di Lettere e Filosofia dell'Università degli Studi di Genova, terminò tuttavia gli studi solo dopo gli anni del servizio militare e della prima guerra mondiale.

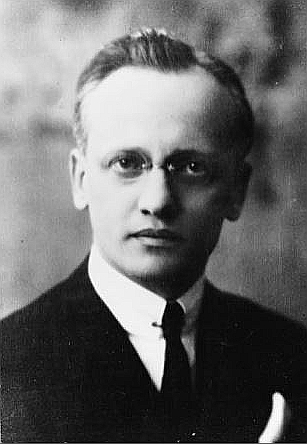
Francesco Pinelli durante gli studi universitari.

Laureatosi intraprese la carriera dell'insegnamento dapprima ad Ala di Trento, poi a Viareggio, Este, Pavia ed infine, ottenuta la docenza di ruolo, a Genova.
Dopo il periodo d'insegnamento al Liceo Classico Alessandro Volta di Pavia ed il matrimonio con Antonietta Gagliardi, insegnante di matematica conosciuta nel periodo di cattedra a Viareggio e ad Este, nel 1936 ottenne la cattedra di ruolo in latino, greco ed italiano presso il Liceo ginnasio Andrea D'Oria di Genova che mantenne sino al pensionamento.
Fu questo il periodo di produzione letteraria più fruttuoso: avendo ottenuto la docenza di ruolo poté organizzare al meglio il tempo da dedicare all'insegnamento e alla passione sempre viva per i classici latini e greci.
A questi anni risalgono infatti le prime edizioni delle sue opere di traduzione di autori classici.
Raggiunta l'età della pensione, l'erede della sua passione per la cultura classica fu la figlia primogenita, Angela Maria che dopo la laurea in Lettere insegnò prima all'ormai soppresso Liceo Classico Caterina Fieschi Adorno di Genova e poi al Liceo Linguistico Internazionale Grazia Deledda di Genova, mentre il secondogenito Giorgio intraprese gli studi di medicina.
Francesco Pinelli morì a Genova il 12 ottobre 1972.

## Opere

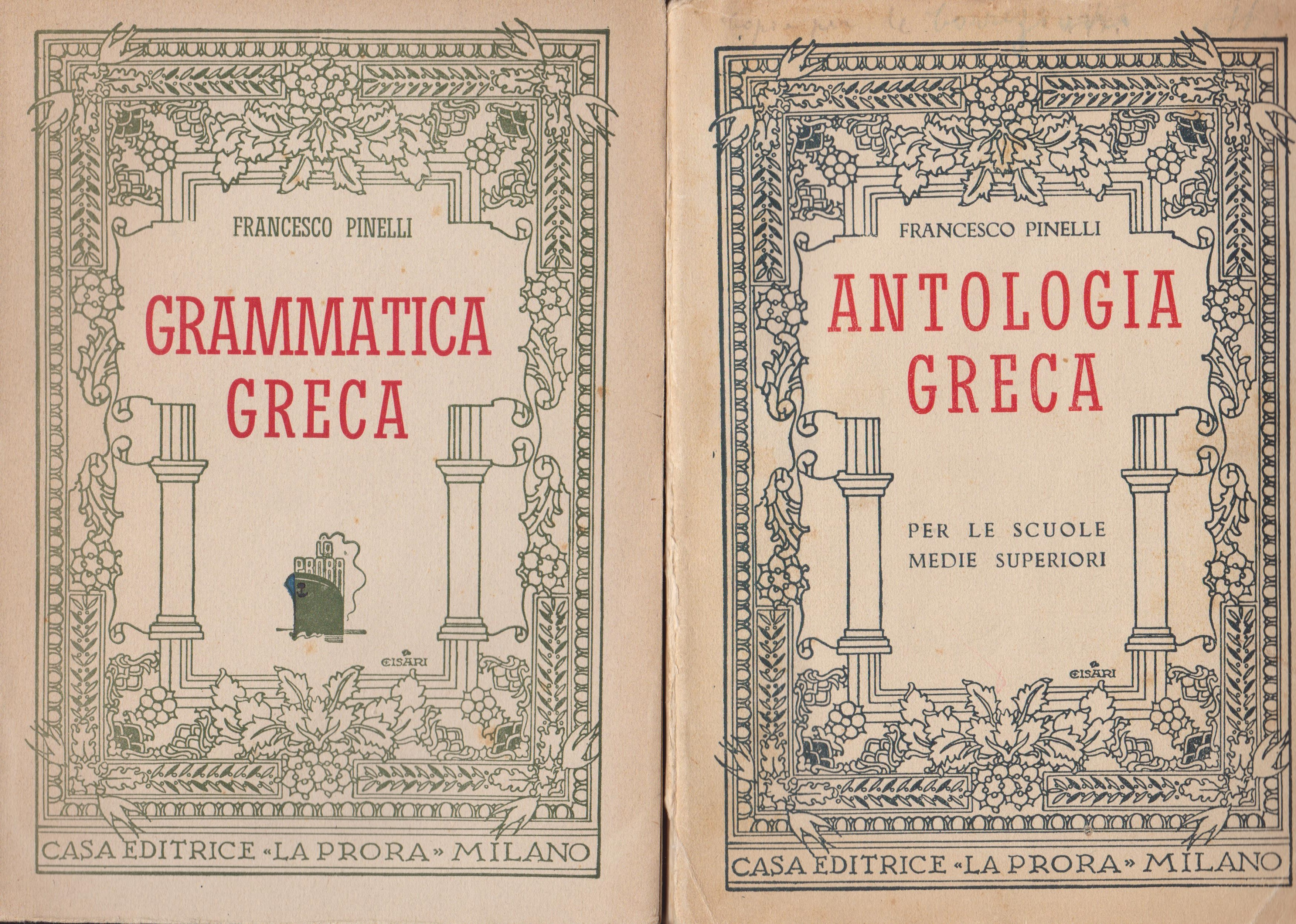
Frontespizio delle prime edizioni di "Grammatica Greca" ed "Antologia Greca" di Francesco Pinelli (1939)

Durante il periodo di docenza di ruolo presso il Liceo D'Oria di Genova, maturata un'esperienza oltre decennale d'insegnamento, Francesco Pinelli fu autore di numerose opere di traduzione di autori classici ed in particolare di grammatiche di lingua greca ad uso dei Licei Classici che rimasero in auge in molti Licei Ginnasi del Genovesato per almeno un ventennio:
- Plutarchus, Le vite romane di Plutarco ; episodi scelti e commentati da Francesco Pinelli. Milano, La Prora, 1937
- Antologia greca per il ginnasio superiore, edizioni La Prora Milano, 1939
- Marco Tullio Cicerone, Orazione pro Archia Poeta, introduzione e note di Francesco Pinelli. Edizioni Casa Editrice Barbèra, 1941 e ristampa 1959
- Prima Orazione Catilinaria, traduzione e note di Francesco Pinelli. Edizioni Casa Editrice Barbèra, 1942
- Seconda Orazione Catilinaria, traduzione e note di Francesco Pinelli. Edizioni Casa Editrice Barbèra, 1942
- Grammatica greca per il ginnasio superiore, edizioni La Prora Milano, 1948
- Esercizi greci per il ginnasio superiore, edizioni La Prora Milano, 1948
- Marco Tullio Cicerone, Epistulae, introduzione e note di Francesco Pinelli. Edizioni Casa Editrice Barbèra, 1949 e ristampa 1959
- Collaborazione in Scrittori di Roma, antologia latina. Volume primo e secondo a cura di Emidio De Felice e Francesco Pinelli, Edizioni Casa Editrice Barbèra, 1950
- Marco Tullio Cicerone, Orazione in difesa di Quinto Ligario, introduzione e commento di Francesco Pinelli. Edizioni La Culturale, 1955
- Marco Tullio Cicerone, Orazione in difesa del Re Deiotaro, introduzione e commento di Francesco Pinelli. Edizioni Società Editrice Internazionale, 1956
- Grammatica greca, edizioni Trevisini, 1961
- Esercizi greci, edizioni Trevisini, 1961
- Marco Tullio Cicerone, Orazione pro Marcello, a cura di Francesco Pinelli. Editrice La Scuola, 1962 e ristampa 1967